# گمینا مووجشن
گمینا مووجشن (به لهستانی:  Gmina Młodzieszyn) یک گمینا در لهستان است که در شهرستان سوخاچف واقع شده‌است. گمینا مووجشن ۱۱۷٫۰۷ کیلومتر مربع مساحت و ۵٬۵۴۱ نفر جمعیت دارد.